# Ousmane Camara
Pour les articles homonymes, voir Camara et Ousmane Camara (homonymie).
Ousmane Camara est un homme politique guinéen, né le 17 avril 1949 à Boké (Guinée).
Membre fondateur du Parti de l'unité et du progrès (PUP) et membre de son comité central en 1990, Ousmane Camara est gouverneur et président du Conseil de ville de Conakry entre 1991 et 1996, gouverneur de la région administrative de Boké entre 1996 et 1998 et gouverneur de la région administrative de Kindia entre 1998 et 2000.
Élu député le 30 juillet 2002, Ousmane Camara est nommé ministre de la Sécurité le 8 mars 2005 dans le gouvernement de Cellou Dalein Diallo.